# هیو ویکفیلد
هیو ویکفیلد (انگلیسی: Hugh Wakefield؛ ۱۰ نوامبر ۱۸۸۸ – ۵ دسامبر ۱۹۷۱) یک هنرپیشه اهل انگلستان بود.
وی بازیگر فیلم‌هایی همچون مردی که زیاد می‌دانست، قلبم ندا می‌دهد و شهر ترانه بوده است.